# مايك كيهيل
مايك كيهيل (بالإنجليزية: Mike Cahill)‏ (و. 1979  م) هو مخرج أفلام، ومنتج أفلام، وكاتب سيناريو، ومونتير أمريكي، ولد في نيو هيفن، كونيتيكت.

## التعليم
تعلم في جامعة جورجتاون.

## وصلات خارجية
- مايك كيهيل على موقع IMDb (الإنجليزية)
- مايك كيهيل على موقع مونزينجر (الألمانية)
- مايك كيهيل على موقع ألو سيني (الفرنسية)
- مايك كيهيل على موقع تيرنر كلاسيك موفيز (الإنجليزية)
- مايك كيهيل على موقع أول موفي (الإنجليزية)
- مايك كيهيل على موقع بوكس أوفيس موجو (الإنجليزية)
- مايك كيهيل على موقع قاعدة بيانات الأفلام السويدية (السويدية)
- مايك كيهيل على موقع قاعدة بيانات الفيلم (الإنجليزية)
- مايك كيهيل على موقع كينوبويسك (الروسية)